# État kathiri de Sai'un

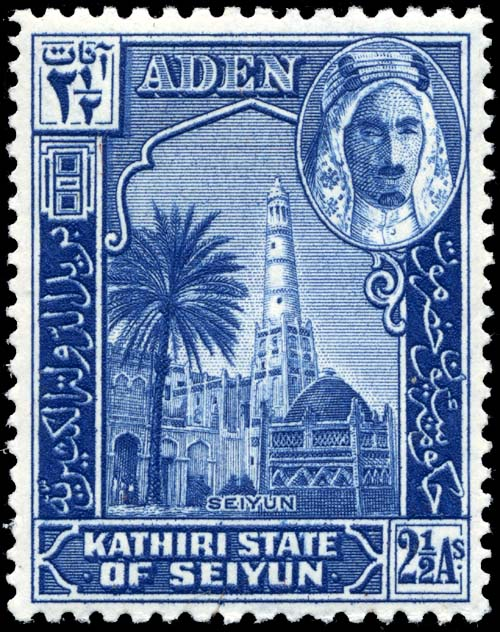
Timbre-poste de 1942, représentant le sultan et sa capitale.

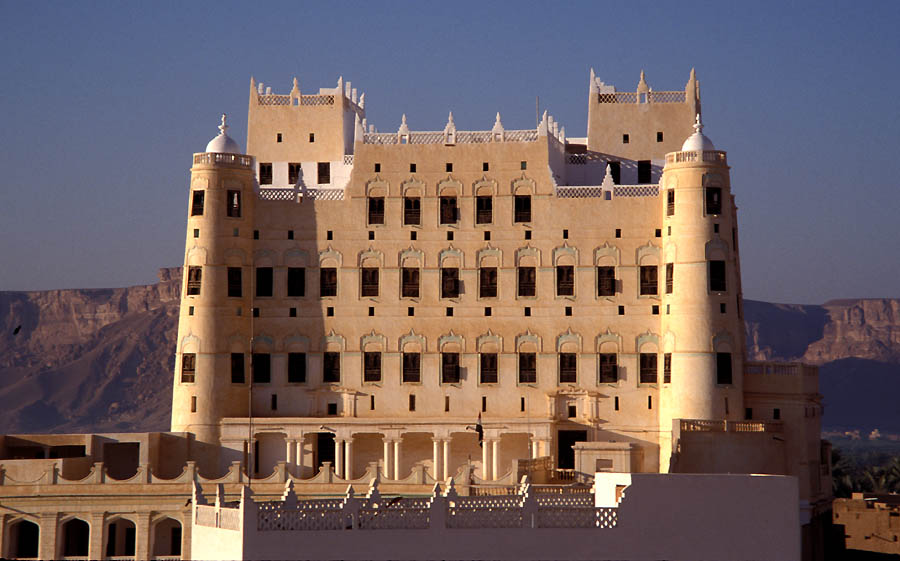
Le palais du sultan al Kathiri à Seiy'un.

1379–1967
Entités suivantes :
- Empire d'Oman
- Yémen du Sud

Kathiri (en arabe كثيري), officiellement l'État kathiri de Sai'un ou l'État kathiri en Hadramaout (en arabe سلطنة الكثيري حضرموت سيئون), est un ancien sultanat du sud de la péninsule arabique, sur le territoire actuel du Yémen. Sa capitale était Sai'un (autres transcriptions : Seiyun, Say'un).
Il se situait dans les terres intérieures de l'Hadramaout, essentiellement autour de la vallée du Wadi Hadramaout. La production primaire était à base de dattes et de miel. La vallée était surtout le lieu de passage d'une des plus importantes routes caravanières du sud de la péninsule arabique.
Il a décliné en 1962 l'offre de rejoindre la fédération d'Arabie du Sud, et choisit de demeurer au sein de ce qui a alors été rebaptisé protectorat d'Arabie du Sud. En 1967, le sultanat a été aboli, et son territoire inclus dans la nouvelle république populaire du Yémen du Sud, fusionnée en 1990 avec son voisin septentrional pour devenir la république du Yémen.
La région est restée très longtemps, globalement, interdite à la circulation des étrangers.

## Liste des sultans
Les Kathiri de Hamdani sont une tribu arabe venue du Nord, qui a conquis le Hadramaout dans les années 1490, selon certains.
- Badr as-Sahab ibn al-Habrali Bu Tuwairik (1395–1430)
- Muhammad ibn 'Ali (c. 1430 – c. 1450)
- Djaffar ibn 'Abdallah (fl. c. 1493)
- Badr ibn 'Abdallah (c. 1516 – c. 1565)
- un nombre indéterminé de cheikhs (c. 1565 – XIXe siècle)
- Husein bin Muhsin (première moitié du XIXe siècle). Il a voyagé à l'étranger et a vécu en Indonésie.
- Sous protectorat britannique (1848–1967)
  - Ghalib ibn Muhsin (1848–1893)
  - Mansur ibn Ghalib (1894–1929)
  - 'Ali ibn al-Mansur (1929–1938)
  - Djaffar ibn al-Mansur (1938–1949)
  - al-Husayn ibn 'Ali (1949–1967)

## La diaspora kathiri
De nombreux kathiris ont immigré dans différentes régions de l'Asie, principalement au XIXe siècle. 
En Inde, ils sont également connus comme Al Kaseri, et appartiennent au groupe ethnique des Tchaouch.
Au Timor oriental, un descendant d'émigrant, l'homme politique Mari Bin Amude Alkatiri, est devenu le premier Premier ministre, après que le pays eut retrouvé son indépendance (de l'Indonésie). Il est de la troisième génération (de sa famille) au Timor.